# سنجاقک‌های پابرهنه
سنجاقک‌های پابرهنه (نام علمی: Dicteriadidae) نام یک تیره از زیرراسته سنجاقک است.